# Donji Kraljevec (Međimurje)
Donji Kraljevec (Duits: Nieder-Kraliewitz; Hongaars: Murakirály) is een gemeente in de Kroatische provincie Međimurje.
Donji Kraljevec telt 4931 inwoners. De oppervlakte bedraagt 36,34 km², de bevolkingsdichtheid is 135,7 inwoners per km².

## Geboren in Donji Kraljevec
- Rudolf Steiner (1861-1925), filosoof, schrijver, architect en pedagoog

## Galerij

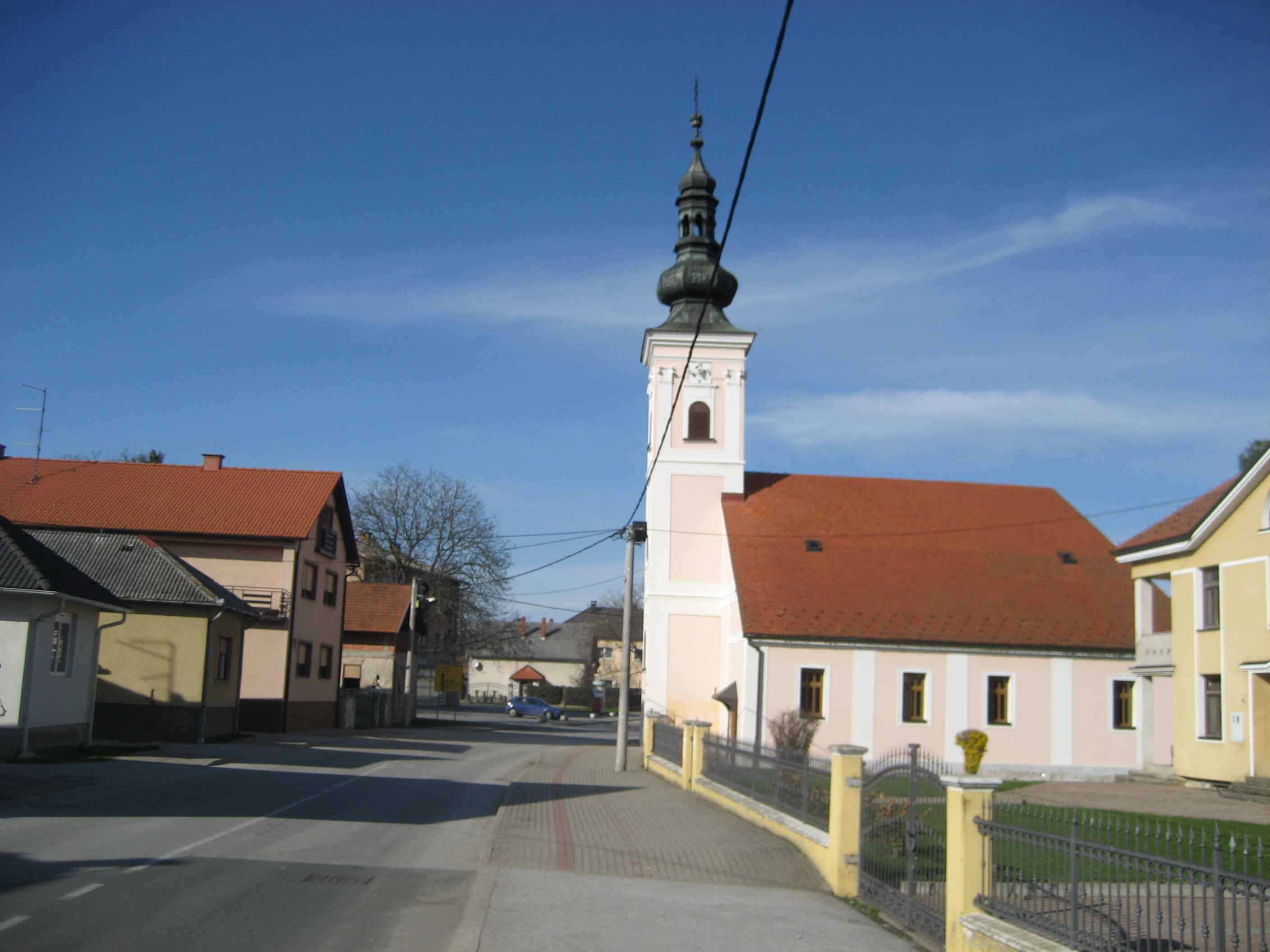
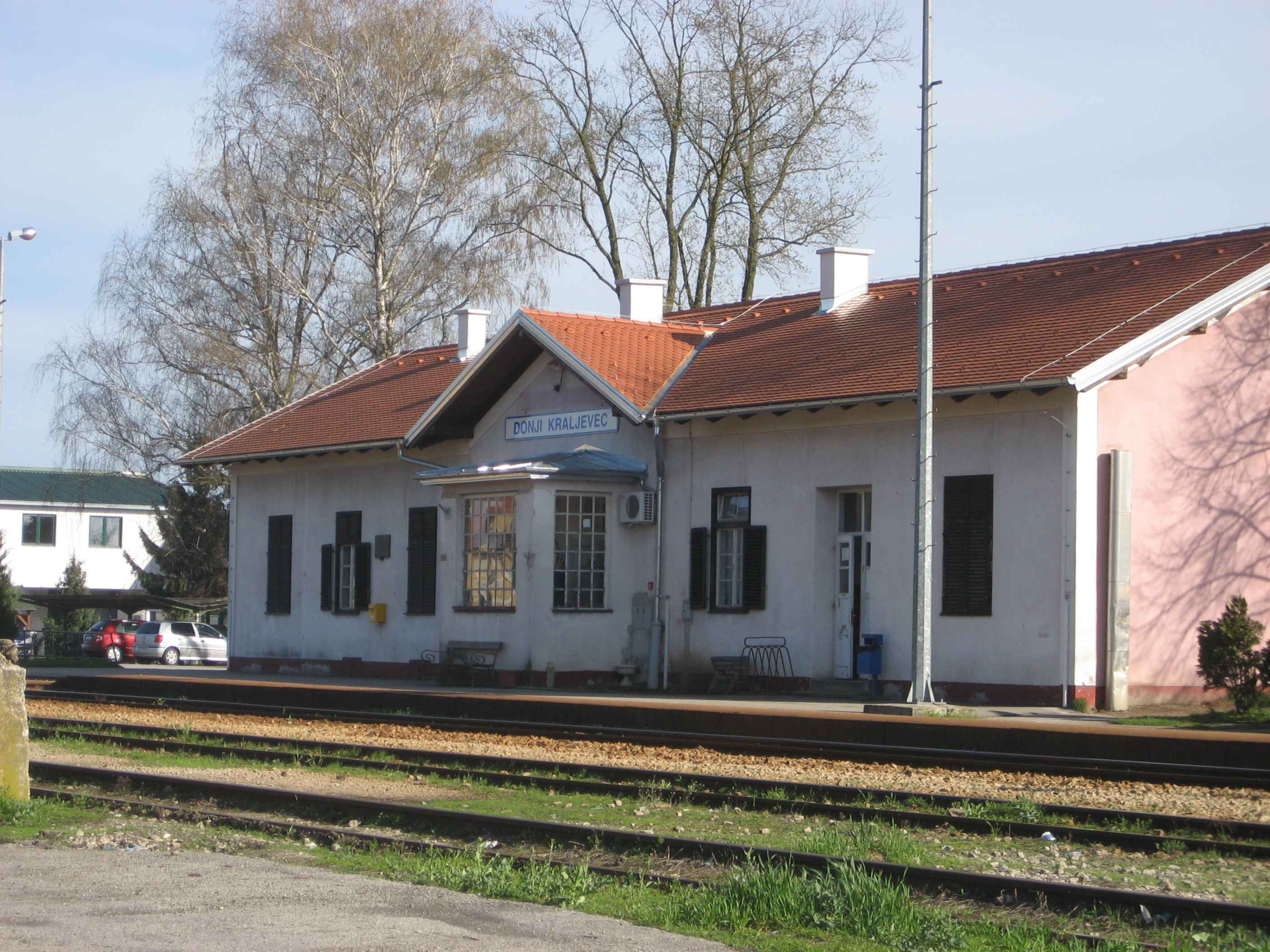
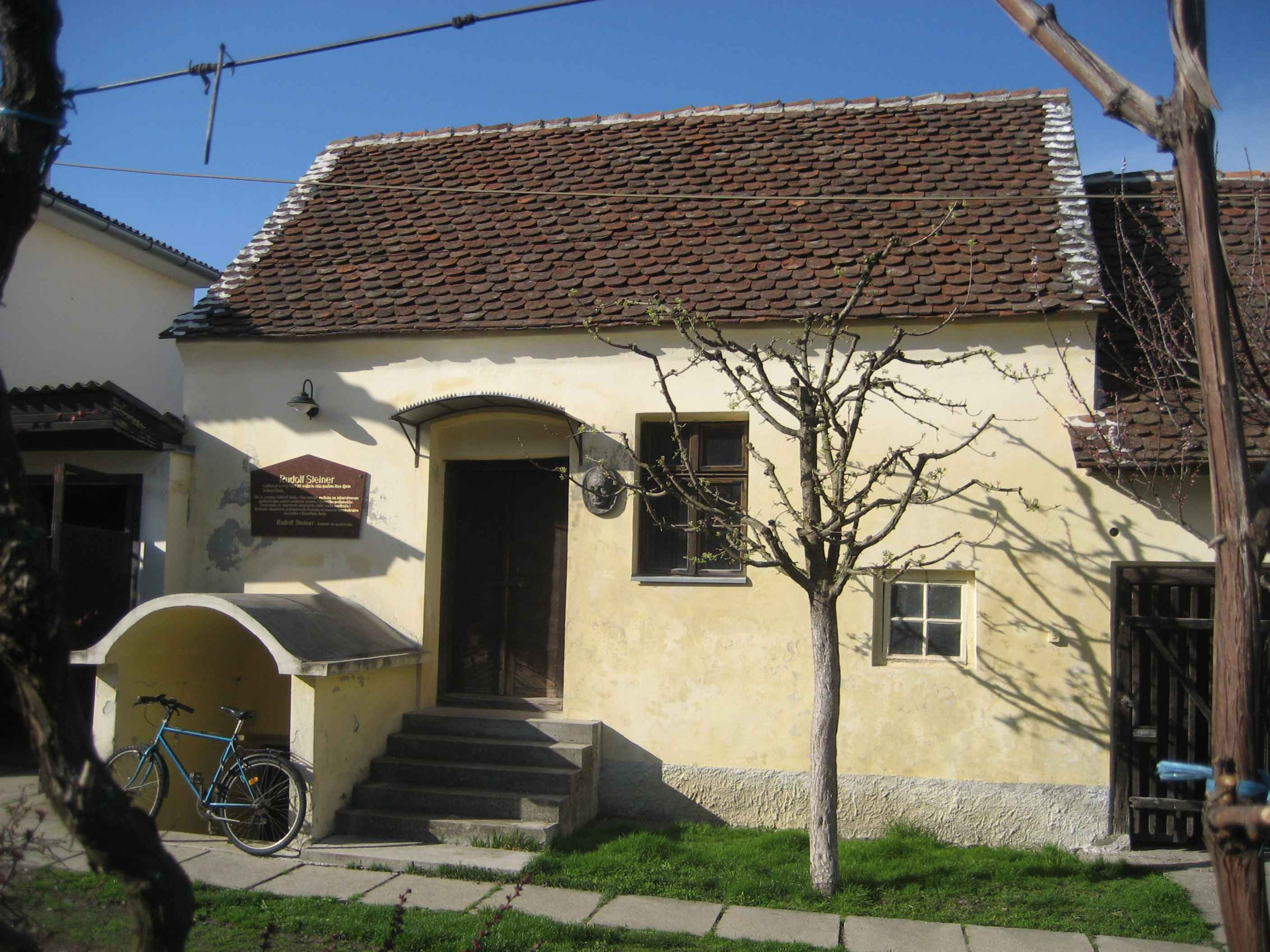

Steden (gradovi): Čakovec · Mursko Središće · Prelog

Gemeenten (općine): Belica · Dekanovec · Domašinec · Donja Dubrava · Donji Kraljevec · Donji Vidovec · Goričan · Gornji Mihaljevec · Kotoriba · Mala Subotica · Nedelišće · Orehovica · Podturen · Pribislavec · Selnica · Strahoninec · Sveta Marija · Sveti Juraj na Bregu · Sveti Martin na Muri · Šenkovec · Štrigova · Vratišinec